# Glingseran
Glingseran is een bestuurslaag in het regentschap Bondowoso van de provincie Oost-Java, Indonesië. Glingseran telt 2089 inwoners (volkstelling 2010).